# Терликов, Борис Михайлович
Борис Михайлович Терликов (1936 — 1996) — советский хоккеист, вратарь, тренер.

## Биография
Воспитанник новосибирского хоккея. В сезоне 1954/55 играл за «Пищевик» Новосибирск и молодёжную команду «Динамо» Новосибирск. За «Динамо» провёл три сезона в классе «А» (1955/56 — 1957/58). Играл за «Энергию» Новосибирск (1958/59 — 1960/61), «Торпедо» Усть-Каменогорск (1961/62), «Строитель» Темиртау (1962/63 — 1966/67). Участник хоккейного турнира зимней Спартакиады народов СССР 1962.
Окончил Омский институт физической культуры. Первый старший тренер команды «Строитель» Караганда, созданной в 1966 году. В сезоне 1970/71 «Строитель» занял второе место в финальном турнире класса Б и получил право выступать во второй лиге. За это Терликову было присвоено звание заслуженного тренера Казахской ССР. Старший тренер «Строителя» Темиртау в первой половине сезона 1977/78. По другим данным он был старшим тренером «Строителя» Темиртау в сезонах 1966/67 — 1977/78.
Второй (1979/80 — 1980/81) и старший (1981/82, 1984/85 — 1986/87) тренер «Металлиста» Петропавловск. Старший тренер «Автомобилиста» Караганда (1982/83 — первая половина сезона 1983/84).
Скончался в 1996 году, не дожив нескольких дней до 60-летия.